# نارنج‌بندبن
نارنج بندبن، روستایی است از توابع بخش کلار شهرستان عباس آباد در استان مازندران ایران.

## جمعیت
این روستا در دهستان کلار غربی قرار دارد و براساس سرشماری مرکز آمار ایران در سال ۱۳۹۵، جمعیت آن ۱۹۲ نفر (۶۶خانوار) بوده‌است. مردم نارنج بندبن از قومیت طبری هستند مردم نارنج بندبن به زبان طبری (مازندرانی) سخن می‌گویند.